# Jūshaq
Jūshaq (persiska: جوشق) är en ort i Iran.   Den ligger i provinsen Markazi, i den centrala delen av landet, 190 km söder om huvudstaden Teheran. Jūshaq ligger 1 869 meter över havet och antalet invånare är 167.
Terrängen runt Jūshaq är lite bergig.Runt Jūshaq är det ganska glesbefolkat, med 43 invånare per kvadratkilometer. Närmaste större samhälle är Neyāsar, 14,1 km sydost om Jūshaq. Trakten runt Jūshaq består i huvudsak av gräsmarker.